# Kasumi Yamaya
Kasumi Yamaya (山谷 花純 Yamaya Kasumi?,  Prefectura de Miyagi, Japón, 26 de diciembre de 1996) es una actriz y modelo japonesa, afiliada a Avex Management. Es conocida por su papel de Kasumi Momochi/Momoninger en la franquicia de Super Sentai.

## Biografía
Yamaya nació el 26 de diciembre de 1996 en la prefectura de Miyagi, Japón. En 2007, aprobó la audición "Actor Talent Model Audition", patrocinada por Avex. En 2008, debutó en el drama Change de Fuji TV. Ese mismo año, Yamaya apareció en el drama Love Letter. En 2009, comenzó a modelar como modelo exclusiva para la revista Nico Petit. Desde octubre de 2013, Yamaya es representada por Avex Management, una rama de Avex.

## Filmografía

### Televisión
| Año  | Título                         | Papel                       | Cadena      | Notas                                   |
| ---- | ------------------------------ | --------------------------- | ----------- | --------------------------------------- |
| 2008 | Change                         |                             | Fuji TV     |                                         |
| 2011 | Ohisama                        | Madoka Haraguchi            | NHK         | Drama asadora, episodios 1, 13, 37 y 89 |
| 2011 | Suzuki-sensei                  | Kankaori Masuda             | TV Tokyo    | Episodio 7                              |
| 2011 | IS                             | Natsu Hoshino               | TV Tokyo    |                                         |
| 2012 | Hayami-san to Yobareru Hi      | Kurumi Takahashi            | Fuji TV     | Episodios 4 y 5                         |
| 2013 | Itazura na Kiss: Love in Tokyo | Satomi Ishikawa             | Fuji TV Two |                                         |
| 2013 | Amachan                        | Sakuraba                    | NHK         | Drama asadora, episodio 54 a 156        |
| 2013 | Pin to Kona                    |                             | TBS         | Episodio 1                              |
| 2015 | Shuriken Sentai Ninninger      | Kasumi Momochi / Momoninger | TV Asahi    |                                         |
| 2016 | Married Rizky                  | Kasumi Yamaya               | RCTI        |                                         |
| 2018 | Mob Psycho 100                 | Kurata Tome                 | TV Tokyo    |                                         |

### Películas
| Año  | Título                                                                                   | Papel                       | Notas |
| ---- | ---------------------------------------------------------------------------------------- | --------------------------- | ----- |
| 2010 | Confessions                                                                              | Yukari Naito                |       |
| 2012 | Lesson of the Evil                                                                       | Ayane Mita                  |       |
| 2012 | Kamen Rider × Kamen Rider Wizard & Fourze: Movie War Ultimatum                           | Rumi Komaki                 |       |
| 2012 | Kyō, Koi o Hajimemasu                                                                    | Shinayumu Ichikura          |       |
| 2013 | Fune wo Amu                                                                              |                             |       |
| 2013 | Danshi Kōkōsei no Nichijō                                                                | Habara                      |       |
| 2014 | Parasyte: Parte 1                                                                        | Yuko                        |       |
| 2014 | Space Sheriff Sharivan: Next Generation                                                  | Horror Girl                 |       |
| 2014 | Space Sheriff Shaider: Next Generation                                                   | Hilda Gordon / Horror Girl  |       |
| 2015 | Ressha Sentai ToQger vs. Kyoryuger: The Movie                                            | Momoninger (voz)            | Cameo |
| 2015 | Super Hero Taisen GP: Kamen Rider 3                                                      | Kasumi Momochi / Momoninger |       |
| 2015 | Shuriken Sentai Ninninger the Movie: The Dinosaur Lord's Splendid Ninja Scroll!          | Kasumi Momochi / Momoninger |       |
| 2016 | Shuriken Sentai Ninninger vs. ToQger the Movie: Ninja in Wonderland                      | Kasumi Momochi /Momoninger  |       |
| 2016 | Come Back! Shuriken Sentai Ninninger: Ninnin Girls vs. Boys FINAL WARS                   | Kasumi Momochi / Momoninger |       |
| 2017 | Doubutsu Sentai Zyuohger vs. Ninninger the Movie: Super Sentai's Message from the Future | Kasumi Momochi / Momoninger |       |